# Väster-Mellansjön
Väster-Mellansjön är en sjö i Åsele kommun i Lappland och ingår i Lögdeälvens huvudavrinningsområde. Sjön har en area på 0,145 kvadratkilometer och ligger 466,4 meter över havet. Sjön avvattnas av vattendraget Mellansjöbäcken.

## Delavrinningsområde
Väster-Mellansjön ingår i det delavrinningsområde (712456-162647) som SMHI kallar för Inloppet i Baksjön. Medelhöjden är 449 meter över havet och ytan är 25,87 kvadratkilometer. Det finns inga avrinningsområden uppströms utan avrinningsområdet är högsta punkten. Mellansjöbäcken som avvattnar avrinningsområdet har biflödesordning 2, vilket innebär att vattnet flödar genom totalt 2 vattendrag innan det når havet efter 118 kilometer. Avrinningsområdet består mestadels av skog (74 procent) och sankmarker (18 procent). Avrinningsområdet har 0,14 kvadratkilometer vattenytor vilket ger det en sjöprocent på 0,6 procent.